# 薛明劍
薛明劍（1895年12月8日—1980年4月12日），初名萼培、鍔佩，易名明劍、民劍、名劍、民見，男，江苏无锡人，中华民国政治人物。民國37年（1948年）在江蘇省第二選區當選第一屆立法委員。

## 生平
江蘇省立教育學院、私立公益工商中學教員。
江蘇省商會選出的制憲國民大會候補代表，後遞補程幹卿為代表。
民國37年，當選立法委員，曾出席第一屆立法院第一會期糧政委員會(召集委員)	、財政及金融委員會、商事法委員會，1950年註銷名籍。
歷任第六區機器棉紡織工業同業公會理事，國民大會代表，國民參政會參政員兼駐會委員，經濟建設策進會駐會常委，中國全國工業協會江蘇省分會理事長，全國工業服務社籌備主任，無錫旅滬同鄕會理事長，申新第三紡織廠總管理處處長，允利實業公司所屬機器麵粉紡織化工碾米各廠總經理，允中製水烟草等廠總經理，工業通訊社社長。

## 家庭
父亲薛华阁，三弟薛萼林（子薛禹群），四弟薛萼果（孙冶方）。
元配李毓珍，繼室孫黻銓。长子薛禹言，次子薛禹甸，长女薛禹谷（丈夫过兴先），次女薛禹复，三女薛禹润（丈夫武庭瑞），四女薛禹满（丈夫汪德方）， 三子薛禹功，五女薛禹冬，六女薛禹寒（早夭）， 七女薛禹选（丈夫胡绍康），四子薛禹易，五子薛禹胜，八女薛禹政，六子薛禹全。